# Babakuli Annakov
Babakuli Annakov (russisch Бабакули Аннаков; * 29. Mai 1972 in der Turkmenischen SSR) ist ein russischer Schachspieler, der nach der Auflösung der Sowjetunion für den turkmenischen Schachverband antrat. Seit 2005 spielt er für den Schachverband der USA.
Er spielte für Turkmenistan bei zwei Schacholympiaden: 1992 und 1994.
Im Jahr 1995 wurde er Internationaler Meister, seit 1998 trägt er den Titel Großmeister. Seine höchste Elo-Zahl war 2600 im Juli 1998.
| Hier fehlt eine Grafik, die im Moment aus technischen Gründen nicht angezeigt werden kann. Wir arbeiten daran! |